# Orgilus westermanni
Orgilus westermanni är en stekelart som först beskrevs av Günther Enderlein 1912.  Orgilus westermanni ingår i släktet Orgilus och familjen bracksteklar. Inga underarter finns listade i Catalogue of Life.